# Bressieux
Bressieux település Franciaországban, Isère megyében. Lakosainak száma 91 fő (2022. január 1.). Bressieux Saint-Pierre-de-Bressieux és Saint-Siméon-de-Bressieux községekkel határos.

## Népesség
A település népességének változása:
| Lakosok száma | 70   | 109  | 96   | 83   | 88   | 88   | 93   | 93   | 92   | 91   |
|               | 1968 | 1982 | 1990 | 2006 | 2013 | 2015 | 2017 | 2019 | 2020 | 2022 |